# Sara Chevaugeon
Sara Chevaugeon (La Rochelle, 12 febbraio 1993) è una cestista francese.

## Carriera
Con la Francia ha disputato i Campionati europei del 2019.